# Caloptilia maynei
Caloptilia maynei là một loài bướm đêm thuộc họ Gracillariidae. Loài này sinh sống ở Cộng hòa Dân chủ Congo và Nigeria.
Ấu trùng ăn Pseudospondias microcarpa. Chúng cuộn lá làm tổ.